# Nationaal park Cantanhez
Het Nationaal park Cantanhez (Portugees: Parque Nacional das Florestas de Cantanhez) is een nationaal park in het zuiden van Guinee-Bissau, dicht bij de grens met Guinee. Het park is 1057 km² groot en werd opgericht op 1 oktober 2007.
Het gebied omvat riviervlakte- en mangrovehabitats op de noordwestelijke oever van de bovenloop van de Rio Cacine, evenals savanne en semi-vochtig tropisch bos. De boomvegetatie wordt gedomineerd door Afzelia africana, Alstonia congensis, Antiaris africana, Ceiba pentandra, Dialium guineense, Ficus spp. en Parinari excelsa. De regen is seizoensgebonden en valt meestal niet meer dan 2.600 mm per jaar tussen mei en november.
In het park leeft een populatie westelijke chimpansees die het onderwerp zijn geweest van internationale studies, waaronder die van de Portugese primatoloog Claudia Sousa.
Het park is ook aangewezen als Important Bird Area (IBA) door BirdLife International omdat het belangrijke populaties van een grote verscheidenheid aan vogelsoorten herbergt, waaronder veel watervogels.